# Szabolcs Németh
Szabolcs Németh es un deportista húngaro que compitió en piragüismo en la modalidad de aguas tranquilas. Ganó una medalla de bronce en el Campeonato Mundial de Piragüismo de 2011  y una medalla de bronce en el Campeonato Europeo de Piragüismo de 2012, ambas en la prueba de C4 1000 m.

## Palmarés internacional
| Campeonato Mundial | Campeonato Mundial | Campeonato Mundial | Campeonato Mundial |
| Año                | Lugar              | Medalla            | Competición        |
| ------------------ | ------------------ | ------------------ | ------------------ |
| 2011               | Szeged (Hungría)   | Medalla de bronce  | C4 1000 m          |
| Campeonato Europeo |                    |                    |                    |
| Año                | Lugar              | Medalla            | Competición        |
| 2012               | Zagreb (Croacia)   | Medalla de bronce  | C4 1000 m          |